# زرافشان (طاجيكستان)

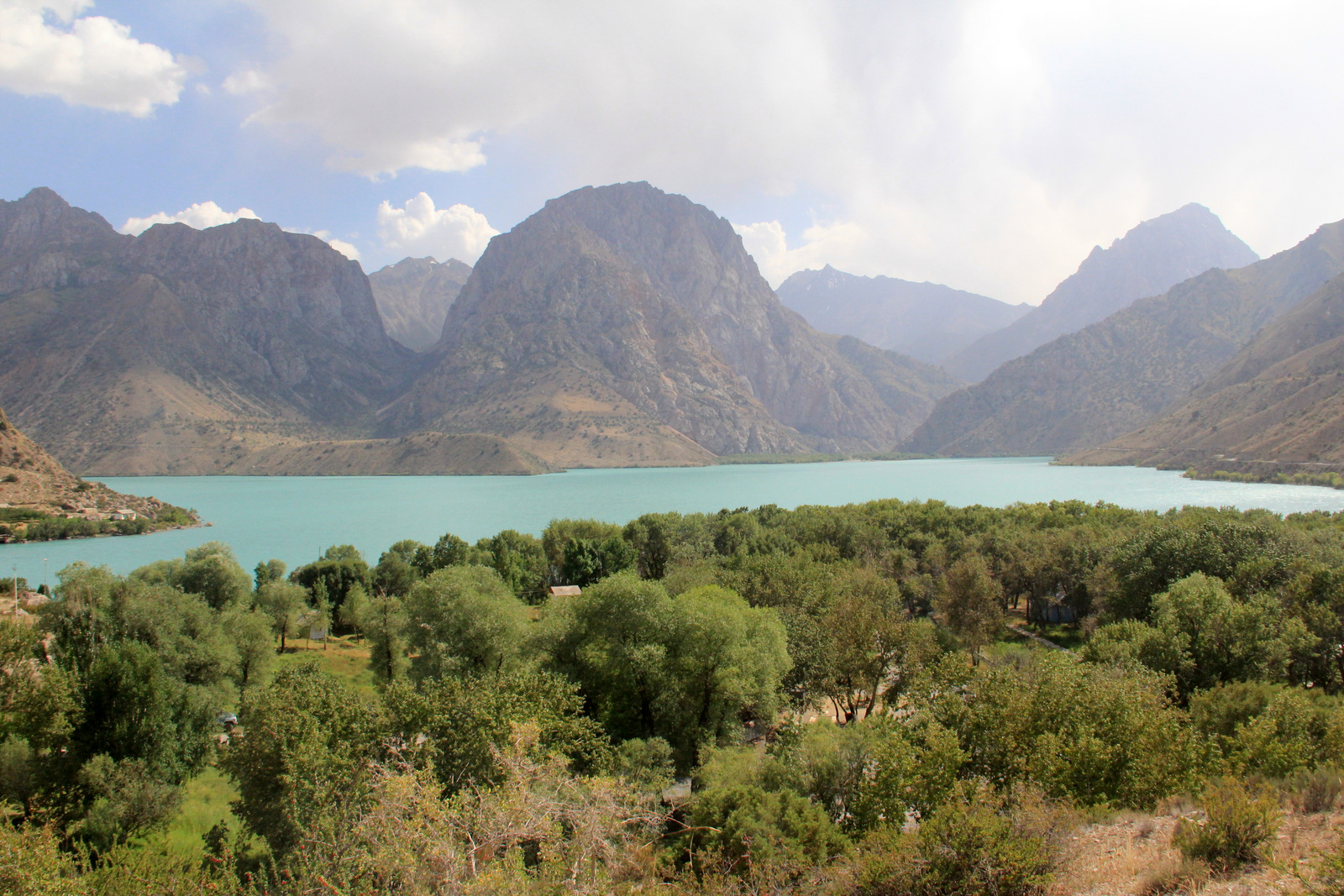

زرافشان هي مدينة تقع في شمال غرب طاجيكستان . تقع على المنحدر الشمالي لسلسلة جبال جيسار. تقع في تقسيمة آيني في مقاطعة صغد. يبلغ إجمالي عدد سكان البلدة 2400 نسمة (كانون الثاني 2020).

## طالع أيضًا
- زرافشان (نهر)
- جبال زرافشان

## روابط خارجية
- - ويكيميديا
- Satellite map